# Psychotria sphaerocephala
Psychotria sphaerocephala är en måreväxtart som beskrevs av Johannes Müller Argoviensis. Psychotria sphaerocephala ingår i släktet Psychotria och familjen måreväxter. Inga underarter finns listade i Catalogue of Life.